# 天主教埃斯孔迪多港教區
天主教埃斯孔迪多港教區（拉丁語：Dioecesis Portus Abditi）是墨西哥一個羅馬天主教教區，屬瓦哈卡總教區。
教區成立於2003年11月18日，位於瓦哈卡州南部。2012年有教友454,000人（佔轄區總人口92.0%）、廿九個堂區、四十六名司鐸。現任教區主教為傅倫里·赫門·科林-克魯斯。